# Walzenspinnen
Die Walzenspinnen (Solifugae, auch Solpugida) bilden eine Ordnung der Spinnentiere (Arachnida), die über 900 Arten umfasst. Anders als der Name vermuten lassen könnte, handelt es sich bei den ungiftigen Walzenspinnen nicht um „echte“ Spinnen.

## Merkmale
Die größten Walzenspinnen können von Kopf bis Hinterleib bis zu 70 mm messen, die meisten Arten sind aber wesentlich kleiner. Charakteristisch ist der deutlich gegliederte, langgestreckte, meist in seiner ganzen Breite dem gegliederten Vorderleib angewachsene Hinterleib aus elf Segmenten. Weitere Kennzeichen sind die sehr großen, am Grund blasig aufgetriebenen und scherenförmigen Kieferklauen (Cheliceren) sowie die senkrecht gegeneinander arbeitenden, beinförmigen Kiefertasterpaare (Pedipalpen). Walzenspinnen haben in zwei langen Fußklauen auslaufende Beine, welche mit langen, spröden Haaren besetzt sind. Der Leib kann von dichtem Filz bedeckt sein.
Als Sinnesorgane besitzen die Walzenspinnen ein Paar großer Einzelaugen direkt über dem Chelicerenansatz und ein bis zwei Paar reduzierte Seitenaugen. Hinzu kommen lange Tastborsten sowie Haftorgane auf den als großen Tastbeinen ausgebildeten Pedipalpen, außerdem jeweils fünf hammerförmige Organe (Malleoli) am letzten Beinpaar, die wahrscheinlich als Chemorezeptoren dienen. Auch das erste Laufbeinpaar wird als Fühlerbein genutzt, so dass die Walzenspinnen nur auf sechs Beinen laufen.

## Lebensweise der Walzenspinnen
Die Walzenspinnen leben meist in Trockengebieten, vor allem in Wüsten und Steppen. Einige Arten sind im Mittelmeerraum zu finden. Die meisten Arten sind nacht- oder dämmerungsaktiv und verbringen den Großteil des Tages in selbstgegrabenen Wohnröhren unter Steinen. Die nordamerikanische Art Mossamedessa abnormis lebt weitgehend unterirdisch. Es gibt auch Arten, die tagaktiv sind und sich bei hohen Temperaturen in der Sonne auf Beutesuche begeben. Generell ist über die Lebensweise vieler Arten von Walzenspinnen wenig bekannt; nur einzelne sind genauer untersucht.
Walzenspinnen ernähren sich insbesondere von Insekten, Webspinnen, Skorpionen, anderen Walzenspinnen und sogar von kleinen Reptilien. Sie suchen aktiv nach Beute, die durch die Pedipalpen festgehalten und durch die schweren Cheliceren aktiv zerkleinert wird. Die Nahrung wird außerhalb des Körpers vorverdaut und gelangt anschließend breiig in den Verdauungstrakt. Giftdrüsen fehlen diesen Tieren. Bei Gefahr drohen die Walzenspinnen dem potentiellen Angreifer mit den Cheliceren, wobei einige Arten auch durch das Aneinanderreiben der Zangen stridulieren können. Die Cheliceren zählen, in Relation zur Körpergröße, zu den stärksten Beißwerkzeugen im Tierreich. Sie können Gestein bearbeiten und in zähen Kadavern sowie an Säugetieren tiefe Fleischwunden reißen. Ihr Biss ist für den Menschen sehr schmerzhaft und kann große Schwellungen durch Infektionen hervorrufen.
Walzenspinnen sind äußerst schnell in ihrer Fortbewegung, die sie jedoch oft ruckhaft unterbrechen, was vermutlich daher rührt, dass die Tiere als Atmungsorgane lediglich Tracheen besitzen. Walzenspinnen sind aggressive Tiere, die sich oftmals auch größeren Gegnern stellen, diese in der Regel jedoch nur dann angreifen, wenn sie sich bedroht fühlen. Daher sind Bisswunden bei Menschen eher selten und meist auf Fehler im Umgang mit diesen Tieren zurückzuführen.

## Fortpflanzung
Bei der sehr kurzen und heftigen Balz der Walzenspinnen ergreift das Männchen das Weibchen mit den Cheliceren, wirft es auf den Rücken und bearbeitet die Genitalregion mit einer speziell dafür vorgesehenen Borste auf den Cheliceren, die als Flagellum bezeichnet wird. Danach wird ein Spermienpaket (Spermatophore) des Männchens entweder mit den Cheliceren (bei Othoes saharae) oder direkt von der männlichen Genitalöffnung (bei Eremobates durangonus) in die weibliche Genitalöffnung übertragen.
Der Rückzug des Männchens muss vorsichtig erfolgen, da es ansonsten vom Weibchen als Beutetier angesehen und gefressen werden kann (Kannibalismus). Ist das Weibchen bereits trächtig oder aus anderen Gründen nicht paarungswillig, wird das Männchen ebenfalls als Beute betrachtet und verspeist.
Die Eiablage erfolgt in speziell gegrabenen Brutkammern. Die Eier werden hier von den Weibchen bewacht und verteidigt (Brutpflege). Über mehrere Nymphenstadien (Anzahl nach Art verschieden) entwickeln sich die Tiere zu ausgewachsenen Walzenspinnen.

## Walzenspinnen und Menschen
Ihre Erscheinung und die Geschwindigkeit, mit der sich viele Walzenspinnen fortbewegen, haben zu einer Vielzahl an Namen und Bezeichnungen (z. B. wind scorpions, sun spiders, camel spiders, hair-cutters) und zu Übertreibungen und Legenden geführt. Tatsächlich sind die ungiftigen Tiere nicht gefährlich für Menschen, obgleich größere Exemplare mit ihren Cheliceren schmerzhafte Wunden in der Haut verursachen können.
Aufgrund ihrer Schnelligkeit und Wildheit wurden zu Unterhaltungszwecken Walzenspinnen auf andere Walzenspinnen oder Skorpione losgelassen, zum Beispiel von in Libyen stationierten britischen Soldaten.
Die antiken Schriftsteller Älian und Plinius der Ältere erzählen von dem gefährlichen Biss der Walzenspinne, welcher angeblich ganze Länder unbewohnbar gemacht haben soll.

## Systematik
Die nächsten Verwandten der Walzenspinnen sind die Pseudoskorpione, mit denen sie die gleichartige Chelicere (die bei den Pseudoskorpionen allerdings sehr viel kleiner ist) sowie den Aufbau ihres Tracheensystems gemein haben.
Die Walzenspinnen werden insgesamt in 12 Familien unterteilt. Innerhalb einer Familie sind vor allem die in Europa vorkommenden Arten aufgeführt:
- Ammotrechidae Roewer, 1934
- Ceromidae Roewer, 1933
- Daesiidae Kraepelin, 1899
  - Biton ehrenbergi Karsch, 1880 – verbreitet in Griechenland und auf Sizilien
  - Biton velox Simon, 1885 – verbreitet auf Sizilien
  - Gluvia dorsalis (Latreille, 1817) – auf der Iberischen Halbinsel verbreitet
  - Gluviella rhodiensis Di Caporiacco, 1948 – verbreitet in Griechenland
  - Gluviopsilla discolor Roewer, 1933 – verbreitet in Griechenland und der Türkei
  - Gluviopsis rufescens (Pocock, 1897) – verbreitet von Griechenland bis Arabien
- Eremobatidae Kraepelin, 1901
- Galeodidae Sundevall, 1833
  - Kamelspinne (Galeodes arabs C. L. Koch, 1842) – kommt nicht in Europa vor
  - Galeodes araneoides (Pallas, 1772) – an der Nordküste des Schwarzen Meeres bis zum Kaspischen Meer
  - Galeodes elegans Roewer, 1934 – verbreitet in Nordmakedonien
  - Griechische Walzenspinne (Galeodes graecus C.L.Koch, 1842) – verbreitet in Griechenland, Bulgarien, Nordmakedonien und der Türkei
  - Galeodes hellenicus Roewer, 1934 – verbreitet in Griechenland
  - Galeodes rhodicola Roewer, 1941 – verbreitet in Griechenland
  - Galeodes ruptor Roewer, 1934 – verbreitet in Griechenland und der Türkei
- Gylippidae Roewer, 1933
  - Gylippus cyprioticus Lawrence, 1953 – verbreitet auf Zypern
  - Gylippus syriacus (Simon, 1872) – verbreitet von Zypern bis in die Türkei und den Nahen Osten
- Hexisopodidae Pocock, 1897
- Karschiidae Kraepelin, 1899
  - Barrussus furcichelis Roewer, 1928 – verbreitet in Griechenland
  - Eusimonia furcillata (Simon, 1872) – verbreitet auf Zypern
  - Eusimonia nigrescens Kraepelin, 1899 – verbreitet von Griechenland bis in den Nahen Osten
- Melanoblossidae Roewer, 1933
- Mummuciidae Roewer, 1934
- Rhagodidae Pocock, 1897
- Solpugidae Leach, 1815

## Fossile Belege
Fossile Walzenspinnen sind äußerst selten. Insgesamt sind nur vier Funde belegt. Das älteste Fossil wurde im Pennsylvanium (Oberes Karbon) von Mazon Creek (USA) gefunden. Ein Exemplar stammt aus dem tertiären (eozänen bis miozänen) Dominikanischen Bernstein und zwei weitere aus dem eozänen/oligozänen Baltischen Bernstein.